# Millersville (Misuri)
Millersville es un lugar designado por el censo ubicado en el condado de Cape Girardeau en el estado estadounidense de Misuri. En el Censo de 2020 tenía una población de 240 habitantes y una densidad poblacional de 81,91 habitantes por km². Fue incluido como CDP en el censo de 2020. 

## Geografía
Millersville se encuentra ubicado en las coordenadas 37°25′58″N 89°47′58″O / 37.43278, -89.79944.Según la Oficina del Censo de los Estados Unidos,  tiene una superficie total de 2,93 km², todos correspondientes a tierra firme.